# Pedro de Moreto

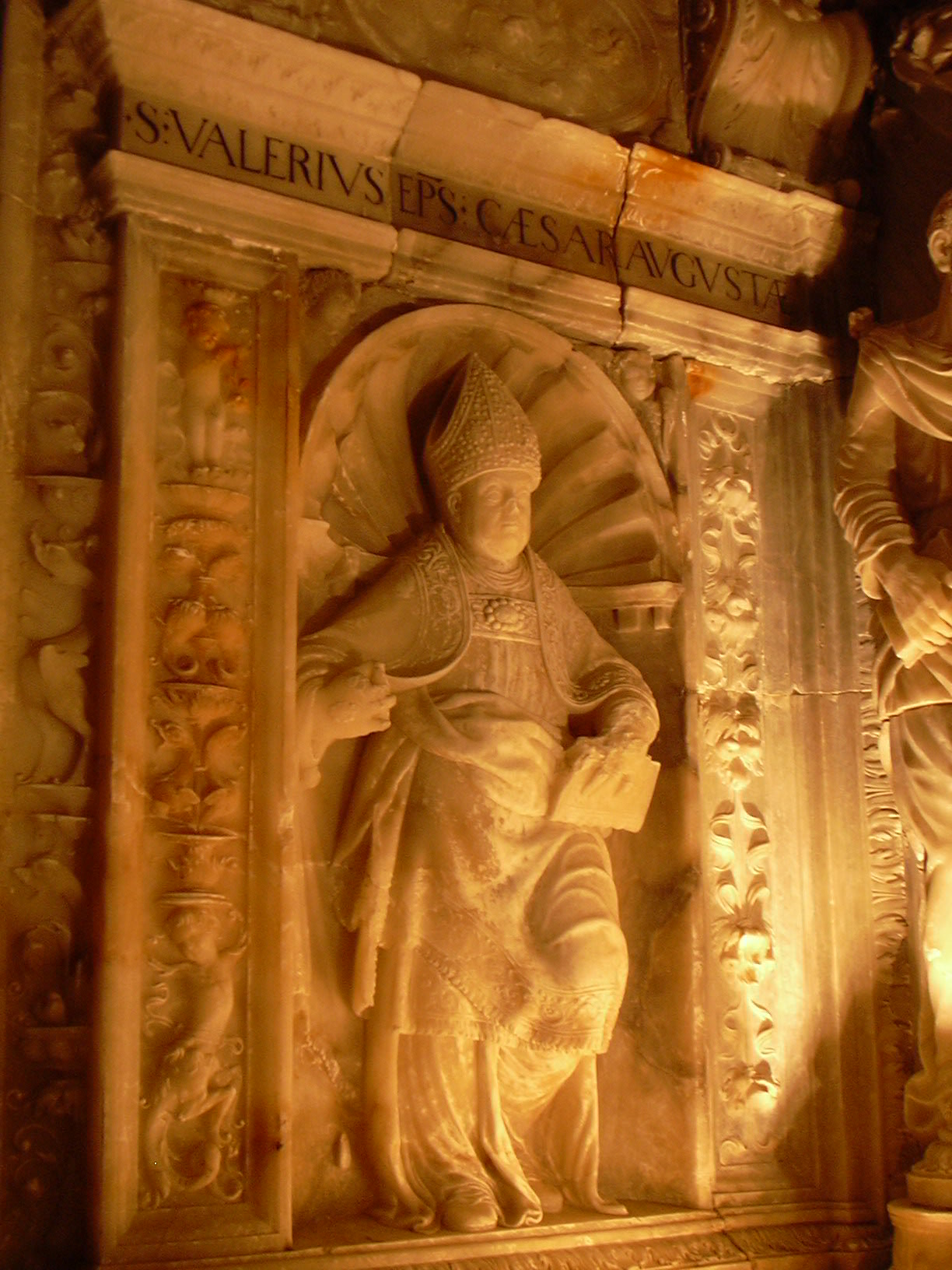
Sepulcro del abad Lope Marco, atribuido a Pedro de Moreto.

Pedro Moreto (1521 - 1555), fue un escultor español, hijo del también escultor, de origen florentino, Juan Moreto, que estuvo activo en Zaragoza durante su corta vida.
Además de su propio padre, fueron sus maestros Esteban de Obray, Juan Pérez Vizcaíno  y Bernardo Pérez. Se le atribuye la realización de la Capilla de San Bernardo de la Seo de Zaragoza, el retablo de la misma capilla y los sepulcros de Hernando de Aragón y su madre que allí se encuentran.